# Федорко, Фёдор Петрович
Фёдор Петрович Федорко (22 августа 1951, хутор Стародубов, Красногвардейский район, Адыгейская автономная область, РСФСР — 8 марта 2012, Майкоп, Российская Федерация) — советский партийный и российский государственный деятель, председатель Госсовета-Хасэ Адыгеи с 2011 г.

## Биография
В 1974 г. он окончил Кубанский сельскохозяйственный институт, в 1986 г. — Ростовскую Высшую партийную школу, в 2003 г. — Московский государственный социальный университет.
- 1974—1977 гг. — главный зоотехник колхоза им. XXII съезда КПСС, с. Еленовское Красногвардейского района,
- 1977—1978 гг. — первый секретарь Красногвардейского райкома ВЛКСМ,
- 1978—1981 гг. — второй секретарь Адыгейского обкома ВЛКСМ,
- 1981—1983 гг. — инструктор отдела организационно-партийной работы Адыгейского обкома КПСС,
- 1983—1984 гг. — слушатель Ростовской высшей партийной школы,
- 1984—1990 гг. — первый секретарь Красногвардейского райкома КПСС,
- 1990—1992 гг. — председатель Красногвардейского районного Совета народных депутатов,
- 1992—1999 гг. — глава администрации Красногвардейского района Республики Адыгея,
- 1999 −2005 гг. — руководитель Департамента федеральной государственной службы занятости населения (ФГСЗН) по Республике Адыгея,
- 2005—2006 гг. — начальник Управления ФГСЗН по Республике Адыгея,
- 2007—2011 гг. — начальник Управления ГСЗН Республики Адыгея,
- с марта 2011 г. — председатель Государственного Совета-Хасэ Республики Адыгея.